# Géositte grise
Geositta maritima
Espèce
Statut de conservation UICN

 LC  : Préoccupation mineure
La Géositte grise (Geositta maritima) est une espèce de passereau de la famille des Furnariidae.

## Répartition
Cet oiseau peuple le littoral du Pérou et du nord du Chili.

## Habitat
Elle habite les zones de broussailles sèches subtropicales et tropicales.